# Committee on Foreign Investment in the United States
Das Committee on Foreign Investment in the United States (CFIUS; deutsch „Ausschuss für ausländische Investitionen in den Vereinigten Staaten“) ist ein ressortübergreifender Ausschuss der US-Regierung zur Kontrolle von Auslandsinvestitionen in den Vereinigten Staaten. Es untersucht die Auswirkungen von ausländischen Investitionen in amerikanische Unternehmen auf die nationale Sicherheit. Der Ausschuss wird vom US-Finanzminister geleitet und besteht aus neun Vertretern verschiedener Ministerien und Abteilungen. Die gesetzlichen Bestimmungen zu CFIUS finden sich in Section 721 des Defense Production Act of 1950.

## Hintergrund
Die USA verfolgen grundsätzlich eine offene Investitionspolitik. Sie sind der Auffassung, dass auch das private Engagement ausländischer Investoren für das Wachstum der US-Wirtschaft entscheidend ist und die USA ihre Wettbewerbsposition verlieren, wenn ausländische Investoren gehindert oder abgeschreckt werden, in den USA zu investieren. Ausländische Investoren spielen daher eine gewichtige Rolle in der US-Wirtschaft: (Nachstehende Zahlen für das Kalenderjahr 2007)
- US-Investitionen im Ausland: rd. $17,64 Bio.

- ausländische Investition in den USA: rd. $20,08 Bio.

- Anteil der ausländischen Investitionen am US-Bruttoinlandsprodukt: rd. 25 v. H.

- ausländische Forschungs- und Entwicklungsinvestitionen in den USA: rd. $13 Mrd.

- ausländische Infrastrukturinvestitionen in den USA: rd. $109 Mrd.

- US-Steuereinnahmen aufgrund ausländischer Investitionen: $20 Mrd. (5 - 6 v. H. sämtlicher Körperschaftssteuern)

- Anzahl der von ausländischen Tochterunternehmen beschäftigen US-Bürger: rd. 5 Mio.

## Entwicklung des CFIUS
| Jahr | Rechtsinstrument | Erläuterungen |
| ---- | --- | --- |
| 1975 | Executive Order 11858                                                                                                  | Einrichtung des CFIUS als interministerieller Kontrollausschuss zur Berichterstattung über ausländische Direktinvestitionen                                                                  |
| 1988 | Exon-Florio-Bestimmung                                                                                                 | Section 721 wird in den Defense Production Act 1950 eingefügt und der Präsident ermächtigt, ausländische Direktinvestitionen unter dem Gesichtspunkt nationaler Sicherheitsaspekte zu prüfen |
| 1988 | Executive Order 12661                                                                                                  | der Präsident delegiert die ihm durch Section 721 übertragenen Aufgaben an CFIUS |
| 1992 | Section 837(a) of the National Defense Authorization Act for Fiscal Year 1993                                          | Verschärfung der Exon-Florio-Bestimmung; auch Transaktionen deren Erwerber von einer ausländischen Regierung kontrolliert wird oder in deren Auftrag tätig wird, sollen überprüft werden.    |
| 2007 | Foreign Investment and National Security Act (FINSA)                                                                   | Section 721 Defense Production Act 1950 wird erweitert und der Präsident mit zusätzlichen Kompetenzen bei der Überprüfung ausländischer Investitionen ausgestattet                           |
| 2008 | Executive Order 13456                                                                                                  | der Präsident delegiert die zusätzlichen Kompetenzen an das CFIUS |
| 2008 | Regulations Pertaining to Mergers, Acquisitions, and Takeovers by Foreign Persons                                      | Durchführungsverordnung des Finanzministeriums zu Section 721 Defense Production Act 1950 |
| 2008 | Guidance Concerning the National Security Review Conducted by the Committee on Foreign Investment in the United States | Verfahrenshinweise des CFIUS u. a. mit Begriffsklarstellungen, Informationspflichten und Bußgeldregelungen                                                                                   |

Aus sicherheitspolitischen Gründen wollen die USA ausländische Investitionen nicht ausschließlich dem freien Markt überlassen. 1975, als eine der Nachwirkungen des arabischen Ölembargos, verfügte Präsident Gerald Ford durch die Executive Order 11858 die Einrichtung des CFIUS als interministeriellen Kontrollausschuss. CFIUS hatte damals in erster Linie die Aufgabe, die Auswirkungen von Auslandsinvestitionen zu überwachen und diesbezüglich dem Präsidenten Bericht zu erstatten.
In den 1980er Jahren, im Zuge vermehrter japanischer Investitionen in den USA, wurden Forderungen nach stärkerer Investitionskontrolle laut. Katalysator für den Erlass entsprechender Regeln wurde schließlich die (gescheiterte) Übernahme des amerikanischen Unternehmens Fairchild Semiconductor Corp. (Fairchild) durch das japanische Unternehmen Fujitsu Ltd. (Fujitsu). Fujitsu beabsichtigte 1987, 80 v.H. von Fairchild von dessen französischen Eigentümerin Schlumberger S.A. zu übernehmen. Fairchild war ein führender US-Hersteller von Computerchips mit hoher militärischer Bedeutung. Widerstand gegen die Transaktion entwickelte sich rasch, als Vertreter des Verteidigungsbereichs Sorge bekamen, dass die US-Industrie im Hinblick auf Halbleitertechnologie von Japan abhängig werden könnte. Als das Justizministerium kartellrechtliche Bedenken erhob und auch der US-Handelsminister seinen Widerstand ankündigte, gab Fujitsu seinen Akquisitionsplan auf. Kritiker bemängelten damals, dass dem Präsidenten hinreichende Autorität fehlte, eine solche (unerwünschte) Akquisition zu verhindern. Abhilfe erfolgte 1988 mit der Exon-Florio-Bestimmung. Mit der auch als Exon-Florio-Amendment bezeichneten Gesetzesnovelle wurde Section 721 des Defense Production Act of 1950 kreiert. Der Präsident wurde formal damit beauftragt, bestimmte ausländische Direktinvestitionen (d. h. Unternehmenszusammenschlüsse oder -übernahmen mit oder durch einen ausländischen Investor, durch die ausländische Kontrolle von nationalem Handel in den USA entstehen könnte) auch unter dem Gesichtspunkt nationaler Sicherheitsaspekte zu prüfen. Präsident Ronald Reagan delegierte im selben Jahr diese ihm durch Section 721 übertragene Aufgabe an das CFIUS durch die Executive Order 12661 aus 1988.
Zu einer Verschärfung des Exon-Florio-Bestimmung kam es 1992, nach der versuchten Übernahme von LTV Missile Operations durch die Carlyle Group und das französische Unternehmen Thomson. LTV unterlag seit 1986 amerikanischem Insolvenzrecht (Chapter 11 Bankruptcy Proceedings) und war gezwungen, seinen Flugkörper- und Fluggerätebereich (missile and aircraft division) zu verkaufen. Als Bieter blieben übrig Martin Marietta und Lockheed auf der einen sowie Carlyle Group und Thomson auf der anderen Seite. Thomson plante, die LTV Flugkörpersparte mit Hughes Aircraft als Minderheitenaktionär zu erwerben. Carlyle sollte die Flugzeugsparte von LTV mit Northrop als nachrangigem Investor kaufen. Die Gläubiger von LTV und der Insolvenzrichter (bankruptcy judge) verwarfen das Lockheed/Marietta Angebot i. H. von $385 Mio. zugunsten des Angebots von Thomson i. H. von $450 Mio. Da dem französischen Staat 60 v.H. an Thomsons Muttergesellschaft gehörten, wurde ein Exon-Florio-Antrag gestellt. Anstelle einer Angebotserhöhung begannen Martin Marietta und Lockheed mit einer Lobbying-Kampagne gegen die Akquisitionspläne von Thomson. Während der Exon-Florio-Prüfung hielten mehrere Kongressausschüsse medienwirksame Anhörungen, in denen Martin Marietta und Lockheed sowie ihre Experten das Thomson Angebot als ernsthafte Bedrohung der nationalen Sicherheit porträtierten. Am Ende der Untersuchung gab es Berichte, nach denen CFIUS dem Präsidenten empfehlen wolle, die Akquisition zu untersagen. Angesichts einer fast sichereren präsidentiellen Ablehnung zog Thomson sein Angebot zurück.
Die Änderung der CFIUS Kompetenzen im Jahre 1992 betraf Investitionen durch staatlich kontrollierte ausländische Unternehmen. Sämtliche Akquisitionen von US-Unternehmen durch staatlich kontrollierte ausländische Firmen, die die nationale Sicherheit der USA gefährden könnten, müssen seither durch CFIUS geprüft werden. Staatlich kontrollierten ausländischen Unternehmen wurde zudem untersagt, bestimmte Auftragnehmer des Department of Defense (DoD) bzw. Department of Energy (DoE) zu erwerben.
Anfang 2007 kam es zu einer Diskussion um eine Neuordnung des Verfahrens zur Prüfung ausländischer Investitionen in den USA. Auslöser der Debatte war die Übernahme des Unternehmens Peninsular and Oriental Steam Navigation Co. durch Dubai Ports World und der damit verbundene Übergang des Hafenmanagement von sechs US-Häfen an ein staatlich kontrolliertes Unternehmen der VAE im Jahre 2006. Dubai Ports World ist im Eigentum der Holding Company Dubai World, die der Kontrolle von Scheich Muhammad bin Raschid Al Maktum, dem Premierminister der Vereinigten Arabischen Emirate, untersteht. Die Finanzausschüsse von Senat und Repräsentantenhaus legten zur Reform der Exon-Florio-Bestimmung und CFIUS deutlich voneinander abweichende Gesetzentwürfe vor. Umstritten waren neben Verfahrenslänge und Notifizierungserfordernissen auch die Berichtspflicht und der Berichtsumfang gegenüber dem Kongress, eine Fallklassifizierung, der Begriff „kritische Infrastruktur“ sowie eine etwaige Einleitungsermächtigung des Kongress.
Ergebnis der Diskussionen war der „Foreign Investment and National Security Act of 2007“ (FINSA), mit dem Section 721 des Defense Production Act neu gefasst und Struktur, Rolle, Arbeitsprozess und Verantwortungsbereich des CFIUS reformiert wurden.
Im Januar 2008 übertrug Präsident Bush die ihm durch FINSA übertragenen Kompetenzen auf das CFIUS. Durch Executive Order 13456 delegierte er große Teile der CFIUS-relevanten Zusammenarbeit zwischen dem Präsidenten und dem Kongress an den Finanzminister als Vorsitzendem des CFIUS.
Basierend auf der FINSA-Novelle erließ das Department of Treasury eine neue Durchführungsverordnung zu Section 721 DPA (Regulations Pertaining to Mergers, Acquisitions, and Takeovers by Foreign Persons). Sie trat am 21. März 2008 in Kraft. Kernelemente der neuen Durchführungsverordnung sind
- Klarstellung des Begriffs „Unternehmenskontrolle“
- Festlegung der im Vergleich zu früher umfangreicheren Informationspflichten der Antragsteller
- Ermutigung zu Vorabkonsultationen, Festlegung einer Antwortfrist für zusätzliche Informationsbegehren des CFIUS
- Einführung eines Bußgeld bis zu $250.000 US für vorsätzliche oder grob fahrlässige Falschangaben oder Auslassungen in der Anzeige der Transaktion

Nach Vorgabe des FINSA veröffentlichte das CFIUS zudem am 1. Dezember 2008 Verfahrenshinweise (Guidance Concerning the National Security Review Conducted by the Committee on Foreign Investment in the United States). Ihnen fehlt allerdings Rechtskraft. Diese Guidance enthalten neben den eigentlichen Hinweisen zum Verfahren auch Erläuterungen zur Auslegung des Begriffs „nationale Sicherheit“ (Bedrohungs- und Gefährdungsanalyse) sowie zum Inhalt und Umfang von etwaigen Risikomilderungsvereinbarungen („mitigation agreements“).

## Struktur
Mitglieder von CFIUS sind die Vertreter von sechs Ministerien:
- Department of the Treasury – Finanzministerium (Vorsitz und Sekretariat)
- Department of Justice – Justizministerium
- Department of State – Außenministerium
- Department of Defense – Verteidigungsministerium
- Department of Commerce – Handelsministerium
- Department of Homeland Security – Ministerium für Innere Sicherheit,

sowie die Vertreter von sechs Büros aus dem Bereich des Weißen Hauses:
- Office of Management and Budget – koordiniert die Zusammenarbeit der Bundesbehörden
- Office of the United States Trade Representative – koordiniert die internationalen Handelsbeziehungen der USA
- Nationaler Sicherheitsberater – berät den Präsidenten in Fragen der Außen- und Sicherheitspolitik
- National Economic Council – koordiniert die Wirtschaftspolitik des Präsidenten
- Council of Economic Advisers – berät den Präsidenten in Fragen der Wirtschaftspolitik
- Office of Science and Technology Policy – koordiniert die Wissenschafts- und Forschungspolitik des Präsidenten.

Vertreter der Nachrichtendienste nehmen in beratender Funktion teil. Vorsitzender des CFIUS ist der Finanzminister. Er kann, wenn er es für erforderlich hält, Vertreter anderer Ressorts und Behörden einladen, an den Sitzungen teilzunehmen.

## Verfahren
Die Exon-Florio-Bestimmung sieht ein mehrstufiges Prüfverfahren vor und erlaubt eine Verfahrensdauer von bis zu 90 Tagen (30 + 45 + 15). Das Verfahren ist geheim. Nur der Kongress wird vom Finanzminister unterrichtet. Nach Beginn eines Verfahrens (auf Antrag eines an der Transaktion beteiligten Unternehmens oder von Amts wegen) beginnt eine 30-tägige Vorprüfungsphase. Wenn CFIUS während dieser Überprüfung (review) zu dem Ergebnis kommt, dass
- die Transaktion die nationale Sicherheit der USA zu beeinträchtigen droht,
- die federführende Behörde eine Untersuchung empfiehlt und CFIUS dem zustimmt,
- die Transaktion zur Kontrolle durch eine ausländische Regierung führen würde, oder
- die Transaktion zur Kontrolle über einen kritischen Infrastrukturbereich führen würde, wodurch *die nationale Sicherheit der USA beeinträchtigt werden könnte, und diese Bedrohung noch nicht abgemildert wurde,

dann führt CFIUS innerhalb von 45 Tagen eine umfassende Untersuchung (investigation) der Transaktion durch.
Nur unter besonderen Voraussetzung wird dem Präsidenten die Transaktion zur abschließenden Bewertung vorgelegt.
Die Umstände werden in der Executive Order 13456 beschrieben. Eine Vorlage muss erfolgen, wenn
- das Komitee zu dem Schluss kommt, dass die Transaktion ausgesetzt oder untersagt werden soll oder
- das Komitee nicht in der Lage ist eine Entscheidung zu treffen, um dem Präsidenten eine Empfehlung zur Aussetzung oder Untersagung der Transaktion zu geben.

(siehe dazu Section 6 c der Executive Order 11858).
Der Präsident hat weitere 15 Tage, um zu entscheiden, ob er die Transaktion untersagen will. Die Parteien lassen es meist nicht auf eine Entscheidung des US-Präsidenten, die nicht justiziabel ist, ankommen. In solchen Fällen wird der Antrag regelmäßig zurückgenommen.
Um Verbote zu verhindern, bemüht sich CFIUS, während eines Verfahrens aufkommende Fragen zusammen mit den beteiligten Unternehmen zu lösen. Dadurch soll CFIUS dem übergeordneten Ziel Rechnung tragen, Investition zu ermöglichen und damit Arbeitsplätze, Einkommen und Abgaben zu schaffen. Bevor eine negative Empfehlung ausgesprochen wird, muss CFIUS daher immer prüfen, wie den US-Sicherheitsbedenken in angemessenerer Weise als durch ein Verbot Rechnung getragen werden könnte, etwa durch Abschluss von Sicherheitsvereinbarungen.
Im Hinblick auf die Komplexität von Unternehmensübernahmen ist auch entscheidend für den Erfolg eines Exon-Florio-Verfahrens, dass die betroffenen Unternehmen bereits vor dem formellen Verfahren mit CFIUS Kontakt aufnehmen, Unterlagen aufbereiten und selber klären, welche sicherheitspolitische Bedeutung ihr geplantes Geschäft haben könnte, auch im Hinblick auf Zustimmung oder Ablehnung durch den Kongress.
Die Exon-Florio-Bestimmung wird vom CFIUS einzelfallbezogen angewandt. Ein Beispiel hierfür ist die Genehmigung vom 18. November 2007 betreffend den Zusammenschluss von Lucent Technologies Inc. mit Alcatel. Die Transaktion wurde genehmigt, nachdem sich die Unternehmen verpflichtet hatten, innerhalb einer vorgegebenen Frist ein National Security Agreement sowie ein Special Security Agreement umzusetzen. Wären die Firmen der Verpflichtung nicht nachgekommen, so hätte eine ausschließlich für diesen Fall ausgehandelte Wiederaufnahmevereinbarung gegriffen, die den Grundsatz endgültiger Rechtskraft von Exon-Florio-Entscheidungen bricht. Hintergrund hierfür war, dass Präsident Bush den vorgeschlagenen Zusammenschluss einerseits nicht blockieren wollte, die Firmen andererseits jedoch den Abschluss der oben genannten Vereinbarungen nicht mehr vor Ablauf der 90 Verfahrenstage realisieren konnten.

## Bekannte Fälle
- 2005 erwarb Lenovo, Chinas größter Computerhersteller, die PC- und Laptop-Sparte von IBM. Die Übernahme wurde genehmigt.
- 2005 versuchte die staatliche China National Offshore Oil Corporation (CNOOC) den Ölkonzern Unocal zu erwerben. Nach lautstarken Protesten im US-Kongress und der Presse gab CNOOC das Vorhaben auf.
- Die staatliche Dubai Ports World erwarb 2006 P&O, ein Unternehmen, das zahlreiche Häfen in den USA betreibt. CFIUS sprach sich für die Transaktion aus und Präsident Bush genehmigte sie. Es brach eine kontroverse Debatte aus, in der der Kongress drohte Gesetze gegen die Übernahme vorzunehmen. Nachdem Vermittlungsversuche nicht wirkten, beugte sich DPW dem öffentlichen Druck und veräußerte P&O an einen amerikanischen Investor.
- 2016 berichtete die FAZ, das CFIUS habe dem Philips-Konzern mit Importbeschränkungen gedroht und dadurch davon abgehalten, seine Sparte Lumileds nach China zu verkaufen.
- Am 14. Juli 2016 gab Infineon die Absicht bekannt, das zum Unternehmen Cree Inc. gehörende Tochterunternehmen Wolfspeed zum Preis von 850 Millionen US-Dollar zu kaufen. Dadurch sollte die Marktpräsenz im Bereich Galliumnitrid auf Siliziumkarbid (GaN auf SiC) gestärkt werden.[8] Kurz vor der Umsetzung wurde die Übernahme jedoch durch das CFIUS der neuen US-Regierung unter Präsident Trump als Risiko für die nationale Sicherheit eingestuft und vereitelt.[9][10]
- Im September 2017 untersagte Donald Trump, der Empfehlung des CFIUS folgend, wegen Gefährdung der nationalen Sicherheit die Übernahme der Lattice Semiconductor Corporation durch eine vom chinesischen Staat kontrollierte Käufergruppe.
- 2018 untersagte CFIUS die Übernahme des Finanzunternehmens MoneyGram durch die chinesische Ant Financial Services Group (Betreiber von Alipay).[11]

## Statistik
Seit 1992 hat CFIUS rd. 1.850 Transaktionen (Stand 2007) gesichtet und davon eine blockiert. In 32 Fällen wurde eine Prüfung (investigation) durchgeführt, davon sieben im Jahr 2006. In 24 der vorgenannten Untersuchungen handelte es sich um den Fall einer Investition durch ein von einer ausländischen Regierung kontrolliertes oder gesteuertes Unternehmen.
CFIUS Notifications and Investigations, 1988-2007
| Jahr  | Anmeldungen | Untersuchungen | Zurückgezogene Anträge | Entscheidungen durch den Präsidenten |
| ----- | ----------- | -------------- | ---------------------- | ------------------------------------ |
| 1988  | 14          | 1              | 0                      | 1                                    |
| 1989  | 204         | 5              | 2                      | 3                                    |
| 1990  | 295         | 6              | 2                      | 4                                    |
| 1991  | 152         | 1              | 0                      | 1                                    |
| 1992  | 106         | 2              | 1                      | 1                                    |
| 1993  | 82          | 0              | 0                      | 0                                    |
| 1994  | 69          | 0              | 0                      | 0                                    |
| 1995  | 81          | 0              | 0                      | 0                                    |
| 1996  | 55          | 0              | 0                      | 0                                    |
| 1997  | 62          | 0              | 0                      | 0                                    |
| 1998  | 65          | 2              | 2                      | 0                                    |
| 1999  | 79          | 0              | 0                      | 0                                    |
| 2000  | 72          | 1              | 0                      | 1                                    |
| 2001  | 55          | 1              | 1                      | 0                                    |
| 2002  | 43          | 0              | 0                      | 0                                    |
| 2003  | 41          | 2              | 1                      | 1                                    |
| 2004  | 53          | 2              | 2                      | 0                                    |
| 2005  | 65          | 2              | 2                      | 0                                    |
| 2006  | 111         | 7              | 19                     | 2                                    |
| 2007  | 138         | 6              | 15                     | 0                                    |
| Total | 1,841       | 37             | 47                     | 14                                   |

Die Anzahl an Notifizierungen und Überprüfungen hat in den letzten Jahren (wieder) erheblich zugenommen. Der Anteil der zurückgezogenen Anträge ist ebenfalls deutlich gestiegen. Der Gesamtwert der im Jahr 2006 überprüften Transaktionen betrug $189 Milliarden. Die Transaktionen finden in den unterschiedlichsten Industriesektoren statt, einschließlich Immobilienhandel, Leasing und in der Automobilbranche. Fast die Hälfte aller Notifikationen zwischen 2005 und 2007 betreffen die verarbeitende Industrie, mehr als ein Drittel den Informationssektor.
Die involvierten ausländischen Unternehmen im Zeitraum 2006 bis 2007 stammen aus 57 verschiedenen Ländern. Dabei dominierten Unternehmen aus fünf Ländern (in absteigender Reihenfolge): das Vereinigte Königreich, Kanada, Japan, Deutschland und Frankreich.

## Debatte
Die US-Entscheidungsfindung in Sachen Investitionskontrolle orientiert sich an den Kriterien nationale Sicherheit und wirtschaftliche Entwicklung. Diesen und ihrem Verhältnis zueinander eine jeweils aktuelle Gestalt zu geben ist schwierig. Die zu CFIUS und zur Exon-Florio-Bestimmung erlebten Turbulenzen sind Ausdruck der Schwierigkeit. Dabei fehlt es in den USA nicht an der Einsicht, dass Entwicklung und Sicherheit nicht gegeneinander auszuspielen sind, sondern sich komplementär verhalten. Die Herausforderung ist vielmehr das praktische Geschehen, mit Unterschieden bei Zeithorizonten, Adressaten und Instrumenten. Dies führte zu Reibungen und Widersprüchen zwischen Investoren, Administration und Kongress. Da allerdings weder die Bedeutung von Entwicklung noch von Sicherheit in Frage gestellt oder neu gewichtet wurde, ist der verzeichnete Spannungsabbau nicht als Neuorientierung der USA im Bereich der Investitionskontrolle zu bewerten.
Die Arbeiten der Administration zu Umsetzung der „FINSA-Gesetzgebung“ scheinen zunächst abgeschlossen. Die wesentlichen Änderungen seit Beginn der Diskussionen 2005 sind formaler Art. CFIUS wird bei der Überprüfung von Auslandsinvestitionen weiterhin auf unbestimmte Rechtsbegriffe zurückgreifen müssen („National Security“; „Critical Infrastructure“), deren Interpretation erheblich durch tagespolitische Ereignisse beeinflusst werden kann. Die stärkere Formalisierung und Dokumentation des Entscheidungsprozesses sollte dazu beitragen, die Unabhängigkeit des CFIUS bei der Entscheidungsfindung über „sensible Investitionen“ und der Verteidigung dieser Entscheidungen u. a. gegenüber dem Kongress zu stärken.
Die Befürchtung, dass die CFIUS-Diskussion zu einem Imageverlust des US-Markts für ausländische Investoren geführt hat, erfüllte sich bislang nicht. Ebenso ist es nicht möglich zwischen der US-Diskussion um Investitionskontrolle und entsprechenden Maßnahmen in China bzw. Überlegungen in Indien oder Mexiko eine Verknüpfung herzustellen. Um global günstige Bedingungen für Auslandsinvestitionen und Investitionsfreiheit zu erhalten, ist das US-Finanzministerium bereit, das Thema bi- und multilateral weiter zu vertiefen, etwa im OECD-Direktorat für Finanz- und Unternehmensfragen.